# آقاحسین کریموف
آقاحسین اشرف اوغلو کریموف بازیگر، صداپیشه و مهندس اهل کشور جمهوری آذربایجان بود.